# Wonen in de ruimte
Wonen in de ruimte (Engels: Living space) is een sciencefictionverhaal van Isaac Asimov. Het werd voor het eerst gepubliceerd in Science Fiction (versie mei 1956) en verscheen in de verhalenbundel Earth is room enough. Het verhaal gaat over een mengeling van parallelle universums en de "Wet van de grote getallen".
De familie Rimbro bewoont een van de versies van de Aarde in het parallelle universum. Ieder mens/familie kan door de miljarden versies van die Aarde zijn eigen planeet uitkiezen om te wonen. De "werkelijke" Aarde dient alleen nog voor werk, voedsel etc. Op die werkelijke Aarde houdt het Huisvestingsbureau bij wie waar woont, zodat er geen kans is op dubbele bewoning. Clarence Rimbro vertrekt zo iedere dag naar zijn werk en komt ‘s avonds thuis. 
Op een gegeven dag krijgt hij van zijn vrouw te horen dat zij die dag geluiden heeft gehoord op een overig verlaten en stille planeet. Clarence gaat op onderzoek uit, denkt eerst aan de aardbeving (maar die wereld zou veilig) zijn, dan aan geluiden van het huis zelf. Hij kan ze niet vinden en gaat vervolgens zijn beklag doen bij het Huisvestingsbureau. De medewerker Misjnov en Tsjing geloven hem eerst niet, maar even later komen ze toch poolshoogte nemen. Tsjing gaat op onderzoek uit en strandt daarbij een op een Duits sprekend persoon, die in het kader van Lebensraum deze planeet toebedeeld heeft gekregen vanuit de Aarde, ontstaan in de jaren van de Tweede Wereldoorlog waarbij Nazi-Duitsland heeft gewonnen. Vanuit die mogelijke wereld betrekken nu ook nakomelingen de parallelle werelden. Het huisvestingsbureau laat dat echter niet aan Rimbro weten, ze doen het af als een geologisch verschijnsel. Rimbro woont onbezorgd verder. Het Huisvestingsbureau constateert dat door de intrede van de Duitser de mogelijkheid ontstaat dat van alle mogelijke versies van de Aarde er mensen naar alle mogelijke versies van die Aarde kunnen trekken, daarbij de mogelijkheid open latend dat ook Rusland diezelfde oorlog had kunnen winnen. Om te voorkomen dat alle versies door elkaar beginnen te lopen, moet een nieuwe administratie opgezet worden. Dat dat noodzakelijk is, blijkt uit het feit dat de volgende dag iemand contact opneemt, met de mededeling dat er iets voor zijn raam staat met purperen dingen met dikke rode aderen.
Asimov sneed een aantal thema’s aan in het verhaal:
- parallel universum
- Lebensraum, de Engelse titel Living space is een letterlijke vertaling van Lebensraum, die bij deze vertaling deels verloren is gegaan
- Thomas Malthus en de malthusiaanse catastrofe (hongersnood in verband met overbevolking), geboortebeperking was niet (meer) nodig, toen er een oneindig aantal Aardes werd gevonden
- de mogelijkheid dat nazi-Duitsland de Tweede Wereldoorlog had gewonnen en waarbij die Duitsers een nieuwe jaartelling hebben geïntroduceerd (2364 na Adolf Hitler)
- buitenaards leven
- doofpotaffaire; het huisvestingsbureau laat aan de familie niet de exacte reden weten van het geluid om paniek te voorkomen
- de mogelijkheid dat men in de verre toekomst niet meer weet wie Hitler was ("een stamaanvoerder, die een strijd heeft weten te winnen") in de beschreven versie; de Duitser weet niet meer wie Christus is.